# Lekbibaj
Lekbibaj falu, egyúttal alközségi központ Albánia északkeleti részén, Kukës városától légvonalban 45, közúton 120 kilométerre északnyugatra, a Drin folyó jobb partján, Bajram Curritól délkeleti irányban. Kukës megyén belül Tropoja község része, azon belül Lekbibaj alközség központja. Az alközség további települései: Betosh, Brisa, Curraj i Poshtëm, Curraj i Sipërm, Gjonpepaj, Palça, Peraj, Qerreç-Mulaj, Salca, Shëngjergj és Tetaj. A 2011-es népszámlálás alapján az alközség népessége 1207 fő.
A mai Lekbibaj alközség területe a 19–20. századok fordulóján a mërturi törzs szállásterületének nyugati része (fontos településük Brisa), illetve a nikajik déli vidéke volt Gjonpepaj központtal. A keleti peremvidéken Shëngjergj és Tetaj lakói hagyományosan római katolikusok voltak, tőlük keletre, Betoshban azonban már mohamedánok éltek.
A terület fő nevezetessége a 2008-ban alapított Nikaj-mërturi Regionális Tájvédelmi Körzet változatos ökoszisztéműjú magashegységi környezete. Curraj i Sipërm falu közepén, a Curraj-patakon átívelő híd közelében, egy 15 méter magas sziklatömbön áll a környék egyik legrégebbi, az 1840-es években épült kullája (tipikus északalbán erődített lakóház).